# Železniční trať Častolovice–Solnice
Železniční trať Častolovice–Solnice (v jízdním řádu pro cestující označená jako větev trati Týniště nad Orlicí – Letohrad číslem 021, do GVD 2015/2016 nesla číslo 022) je slepá jednokolejná regionální trať ve východních Čechách (Královéhradecký kraj). Slouží zejména jako napojení okresního města Rychnov nad Kněžnou na železniční síť, a stejně tak pro závod Škody Auto v Kvasinách, který je umístěn bezprostředně u konečné stanice Solnice.

## Historie
Dráhu vlastnila společnost Rychnovsko-solnická místní dráha od zprovoznění trati 26. října 1893 až do svého zestátnění 1. ledna 1949, kdy provoz na této trati převzaly Československé státní dráhy.

### Co vypovídají staré jízdní řády
V roce 1900 byly podle tehdejšího jízdního řádu v provozu tyto stanice:
Častolovice, Častolovice z., Rychnov n. Kn., Solnice
V současné době (2018) jsou na trati v provozu tyto stanice:
Častolovice, Častolovice zastávka, Synkov, Slemeno, Rychnov nad Kněžnou, Rychnov nad Kněžnou zastávka, Solnice zastávka, Solnice
| rok                           | provozovaná trať                   | počet vlaků                                                                  |
| ----------------------------- | ---------------------------------- | ---------------------------------------------------------------------------- |
| 1900                          | 50 Častolovice – Rychnov – Solnice | 4 Os                                                                         |
| 1921 léto                     | 147 Častolovice – Solnice          | 5 Os                                                                         |
| 1928/29 zima                  | 159 Častolovice – Solnice          | 8 Os Častolovice – Rychnov nad Kn., 6 Os Rychnov nad Kn. - Solnice           |
| 1937/38 zima                  | 141 Častolovice – Solnice          | 13 Os Častolovice – Rychnov n. Kněžnou, 8 Os Rychnov n. Kněžnou - Solnice    |
| 1944/45                       | 502d Častolovice – Solnice         | 9 Os Častolovice – Rychnov n. Kněžnou, 8 Os Rychnov n. Kněžnou - Solnice     |
| 1945/46                       | 2a Častolovice – Solnice           | 9 Os Častolovice – Rychnov n. Kněžnou, 8 Os Rychnov n. Kněžnou - Solnice     |
| 1959/60                       | 2a Častolovice – Solnice           | 12 Os                                                                        |
| 1988/89                       | 021 Častolovice – Solnice          | 11 Os                                                                        |
| 2002/03                       | 022 Častolovice – Solnice          | 17 Os Častolovice – Rychnov nad Kněžnou, 14 Os Rychnov nad Kněžnou - Solnice |
| 2012/13                       | 022 Častolovice – Solnice          | 17 Os Častolovice – Rychnov nad Kněžnou, 14 Os Rychnov nad Kněžnou - Solnice |
| 2014/15                       | 022 Častolovice - Solnice          | 20 Os Častolovice - Rychnov nad Kněžnou 3 Os Rychnov nad Kněžnou - Solnice   |
| Vysvětlivky: Os – osobní vlak |                                    |                                                                              |

### Rok 2015
Na trati v současné době[kdy?] provozuje pravidelnou osobní dopravu společnost České dráhy především v úseku Častolovice - Rychnov nad Kněžnou, který je velmi vytížený. Od začátku roku 2015 probíhají práce na modernizaci této tratě především stavební úpravou stanice Rychnov nad Kněžnou, kde budou vybudovány nová nástupiště pro lepší přístup hendikepovaných lidí a dále se stavební práce dotknou i například malé stanice Synkov, ve které se podle plánu budou vlaky „křižovat“, proto bude ve stanici nově položena 2. kolej. Opominuta nebude ani stanice Častolovice, kde dojde ke stavebním úpravám nástupišť pro lepší bezbariérový přístup. Díky této modernizaci, která by měla skončit v říjnu 2015, by se měla zlepšit infrastruktura tratě, zvýší se traťová rychlost z 60 km/h na 80 km/h a také by se měl zvýšit objem přepravy na železnici jak v osobní, tak v nákladní dopravě ze závodu Škoda Auto Kvasiny.[zdroj?]

## Modernizace a elektrizace
Již v roce 2020 se na trati, spolu s částí tratě 021, plánovala elektrizace. Nakonec ale byla celá modernizace odložena na roky 2021-2024, pak na roky 2024-2026 a nakonec na roky 2025-2027. Trať bude elektrizovaná střídavou napájecí soustavou. Modernizace včetně elektrizace začala 13. 3. 2025 a dokončena má být v roce 2027.

## Navazující tratě
- Častolovice
  - Železniční trať Týniště nad Orlicí – Letohrad

## Stanice a zastávky

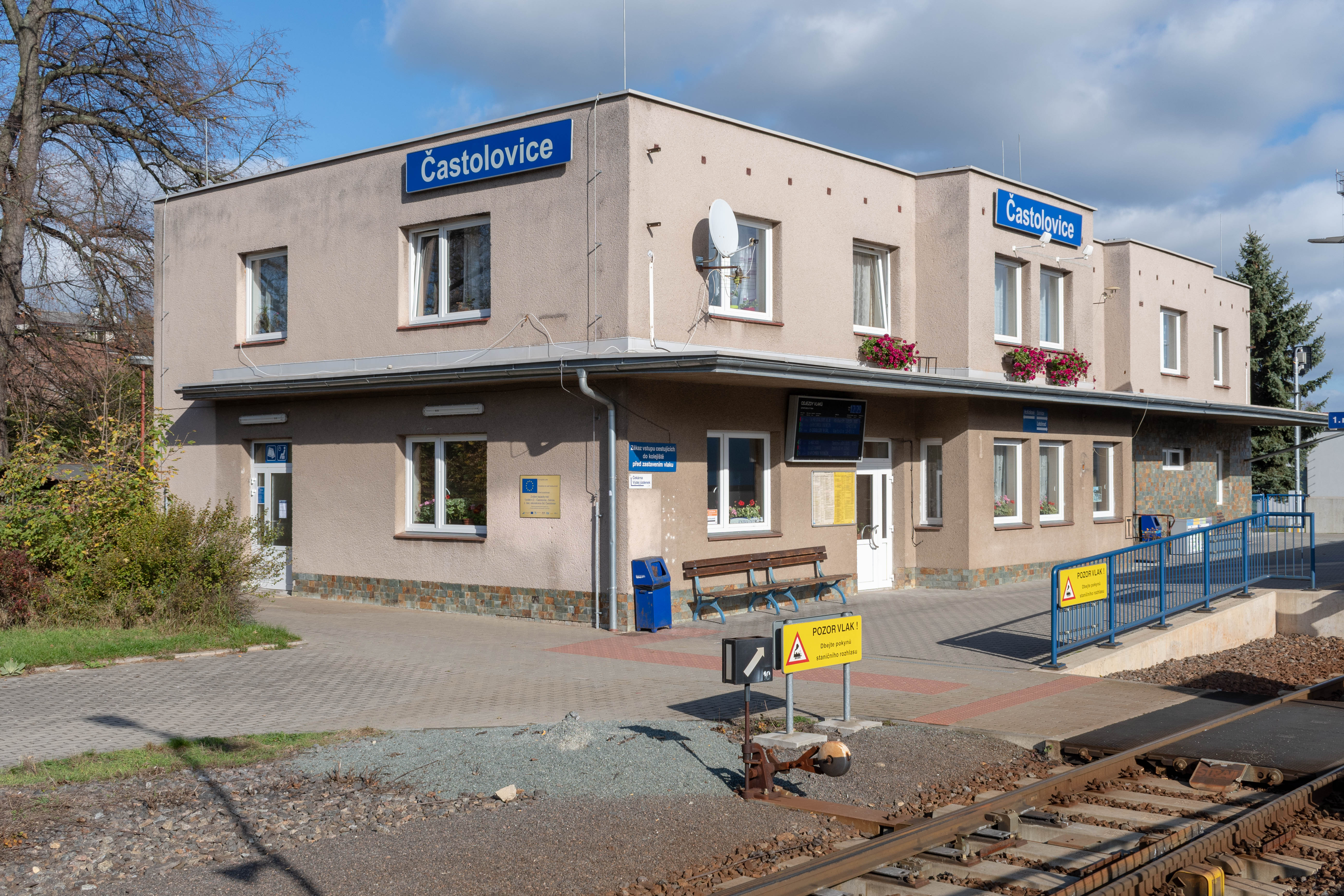
Častolovice
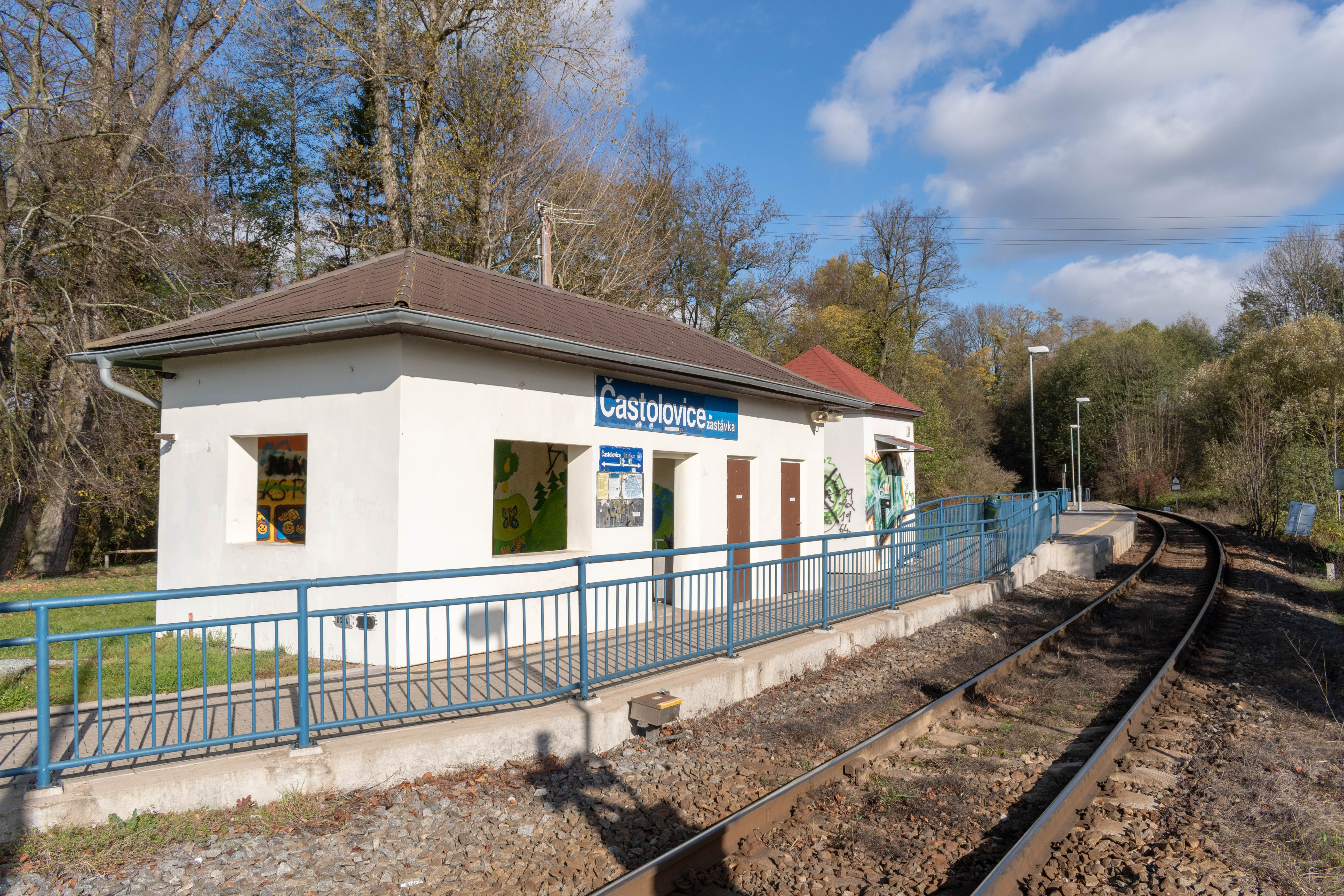
Častolovice zastávka
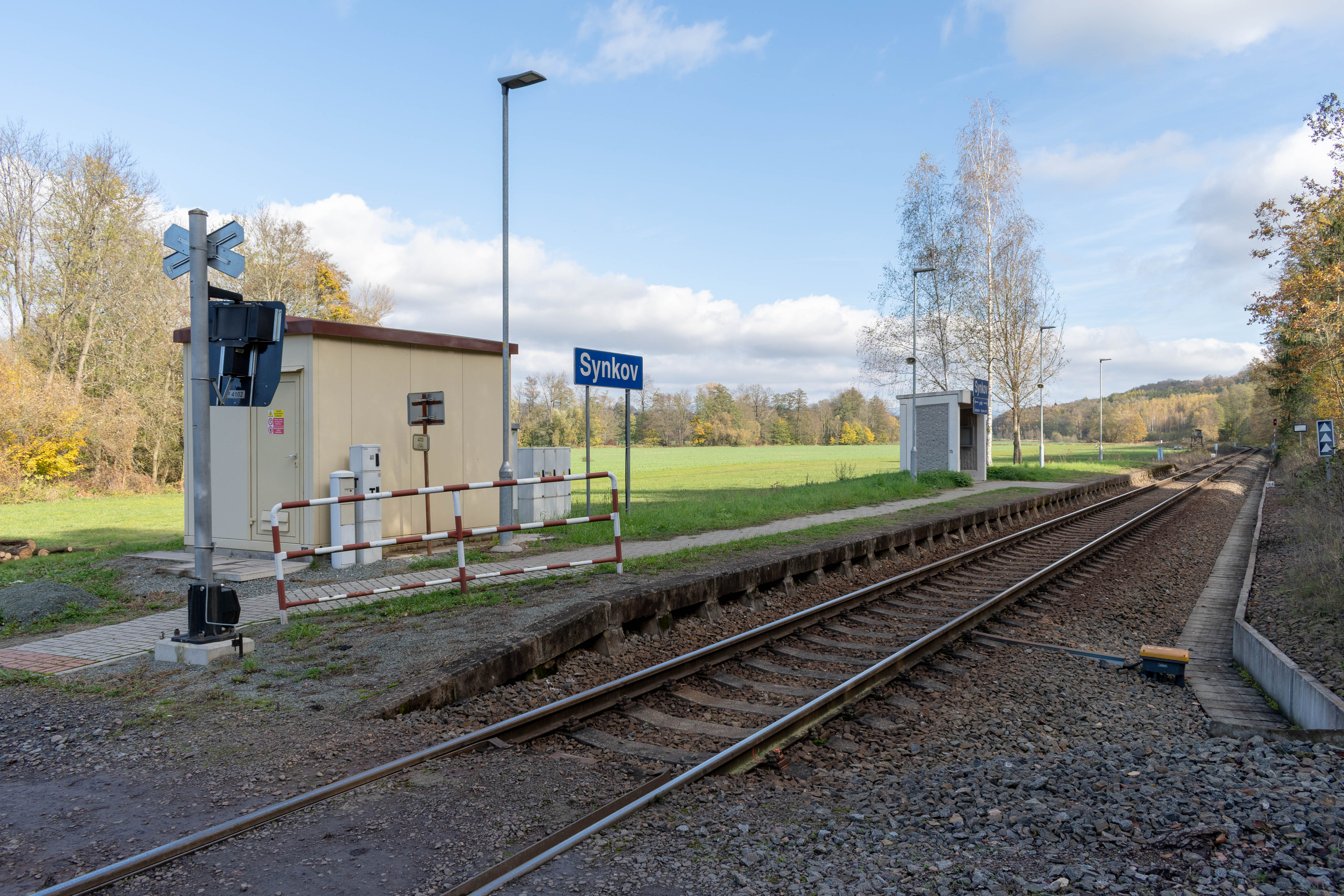
Synkov
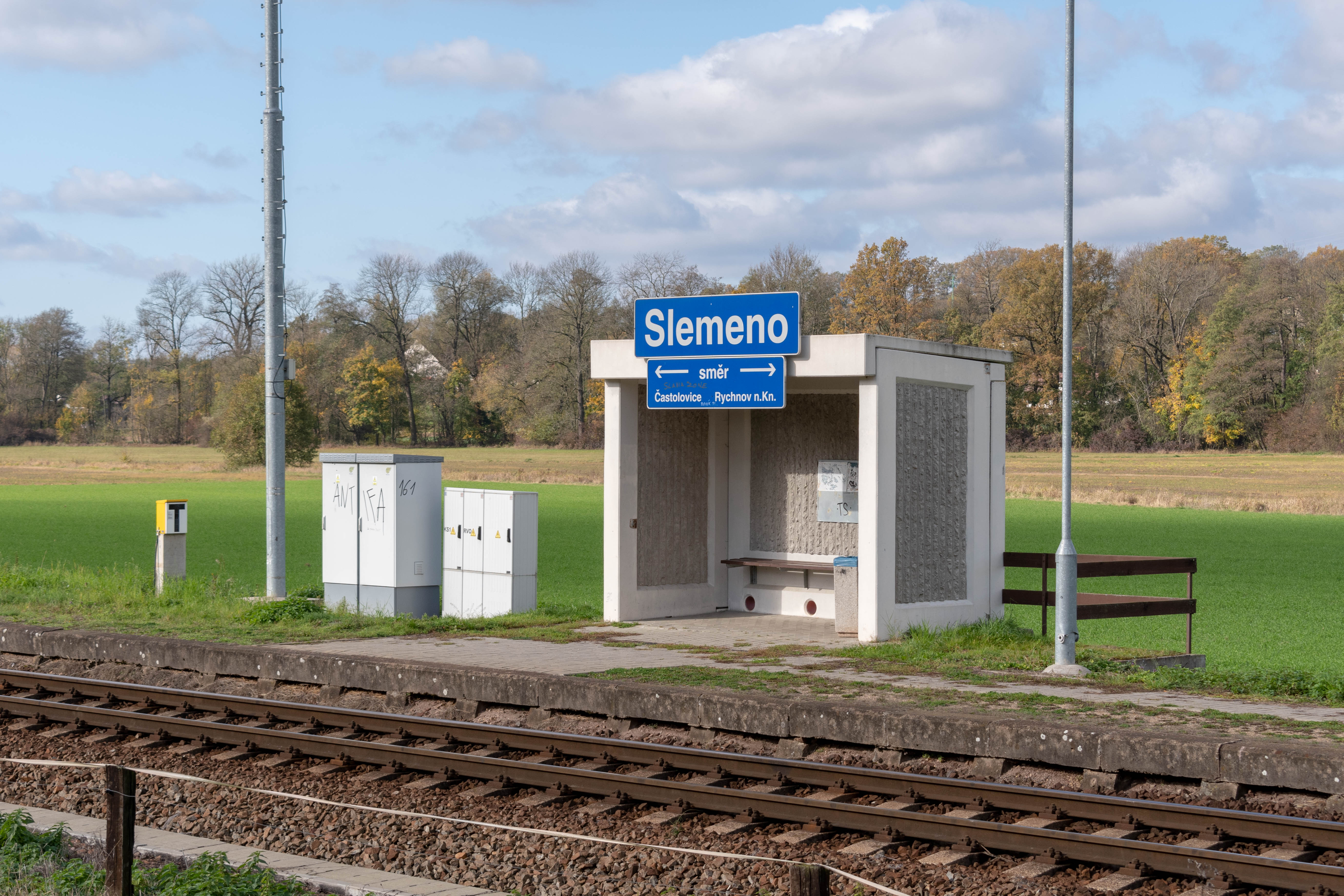
Slemeno
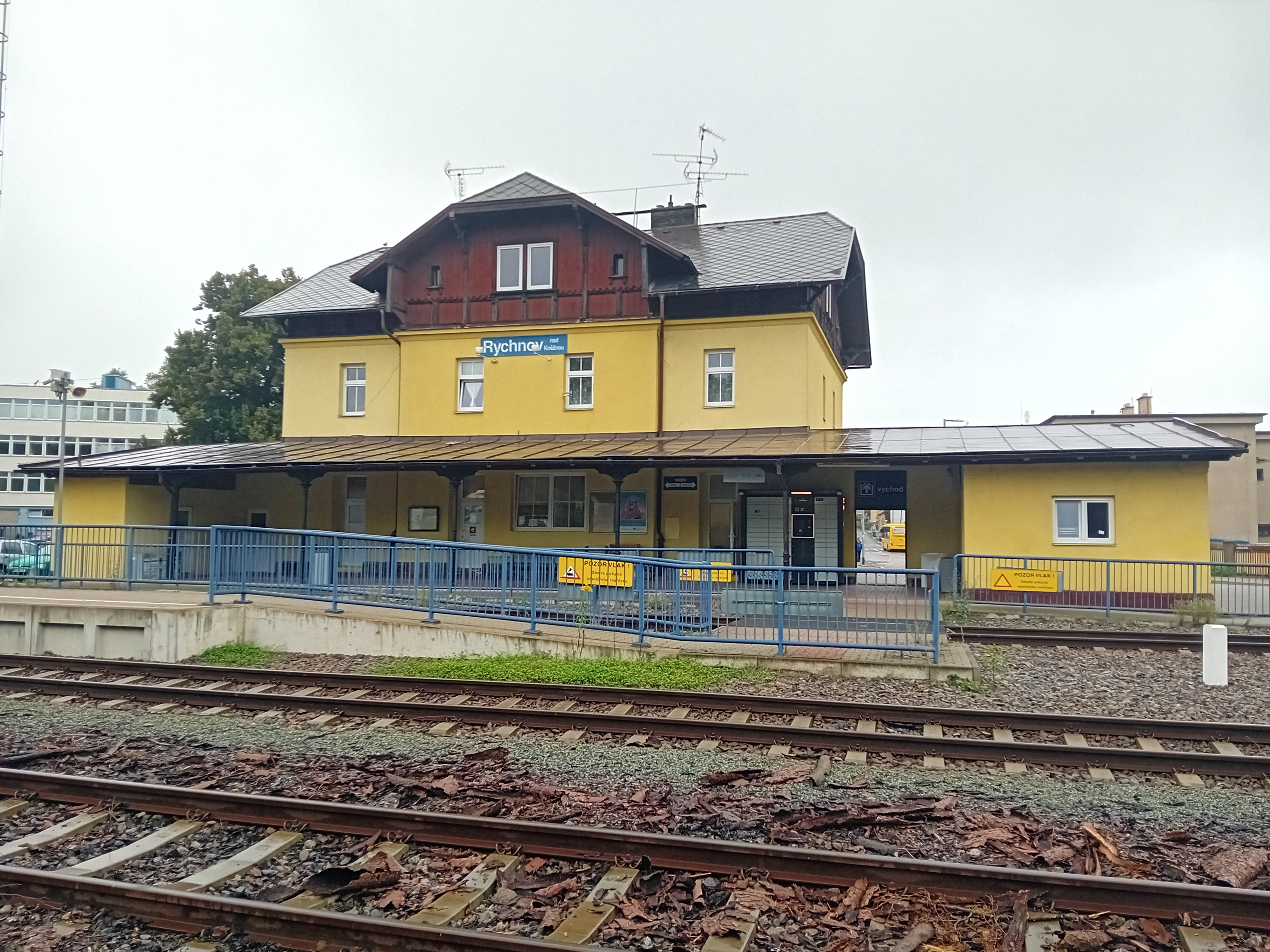
Rychnov nad Kněžnou
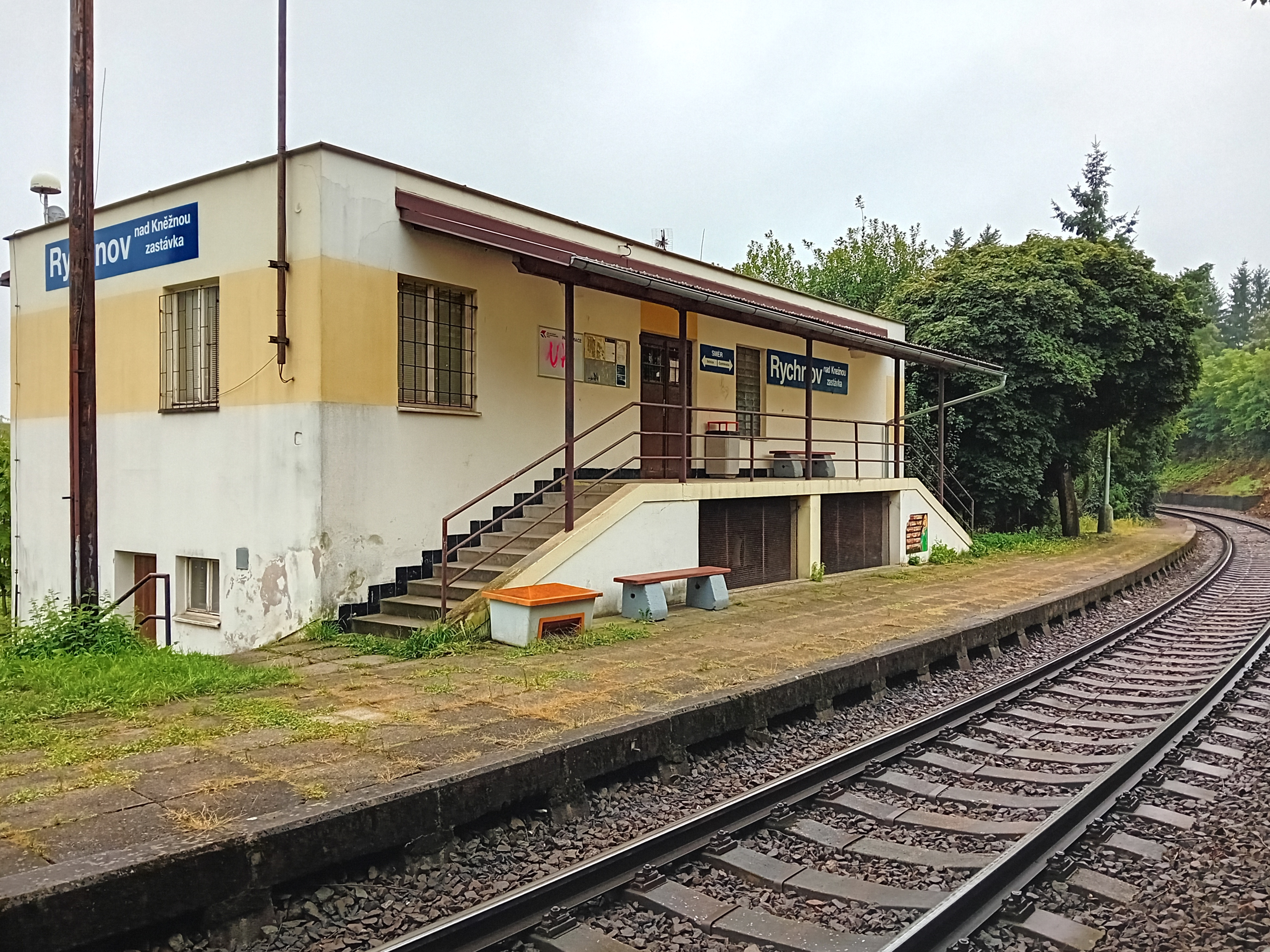
Rychnov nad Kněžnou zastávka
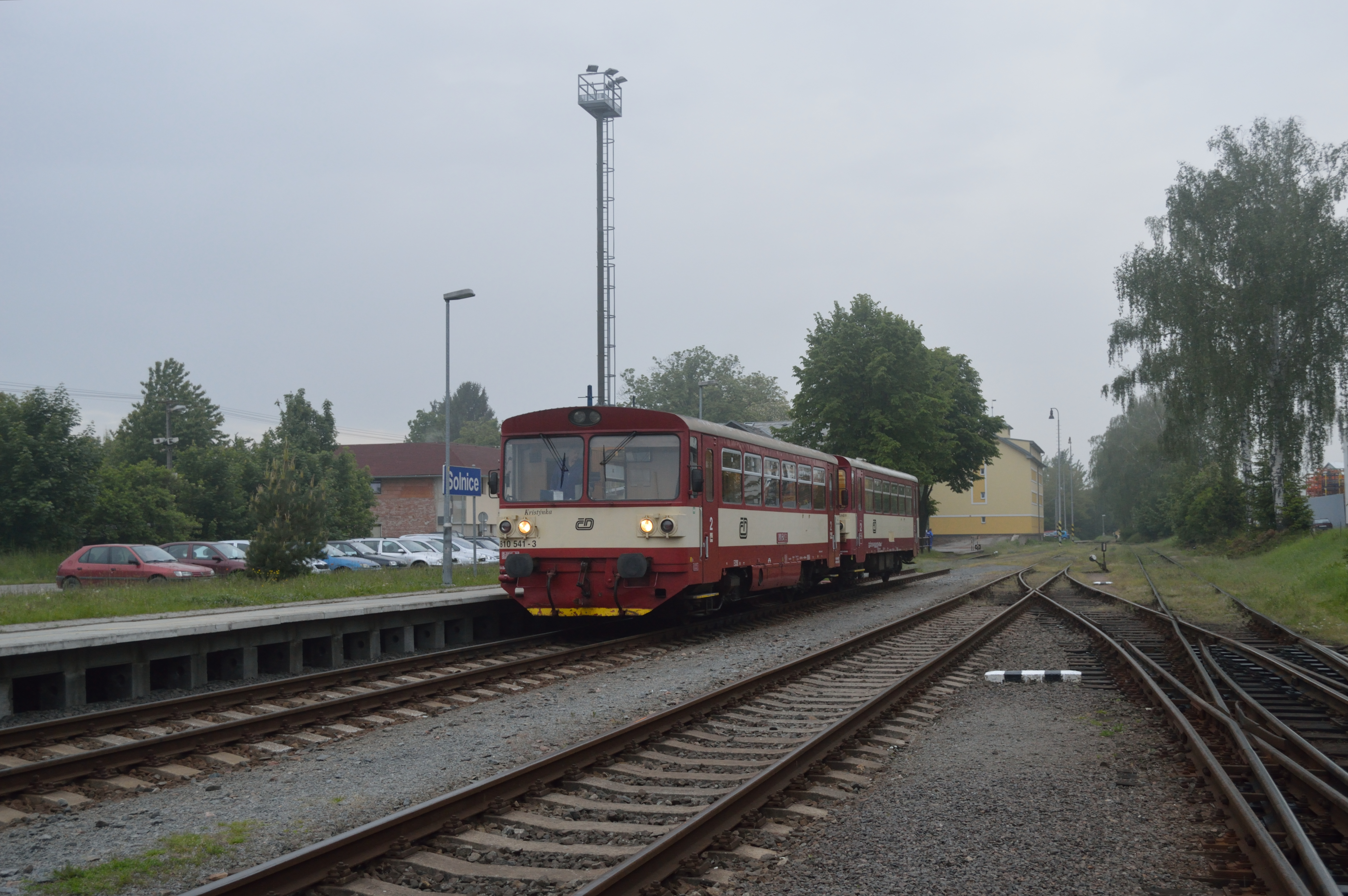
Solnice